# Yamaha YA 1
De Yamaha YA 1 was de eerste motorfiets die door Yamaha werd geproduceerd. De productie liep van 1955 tot 1958.

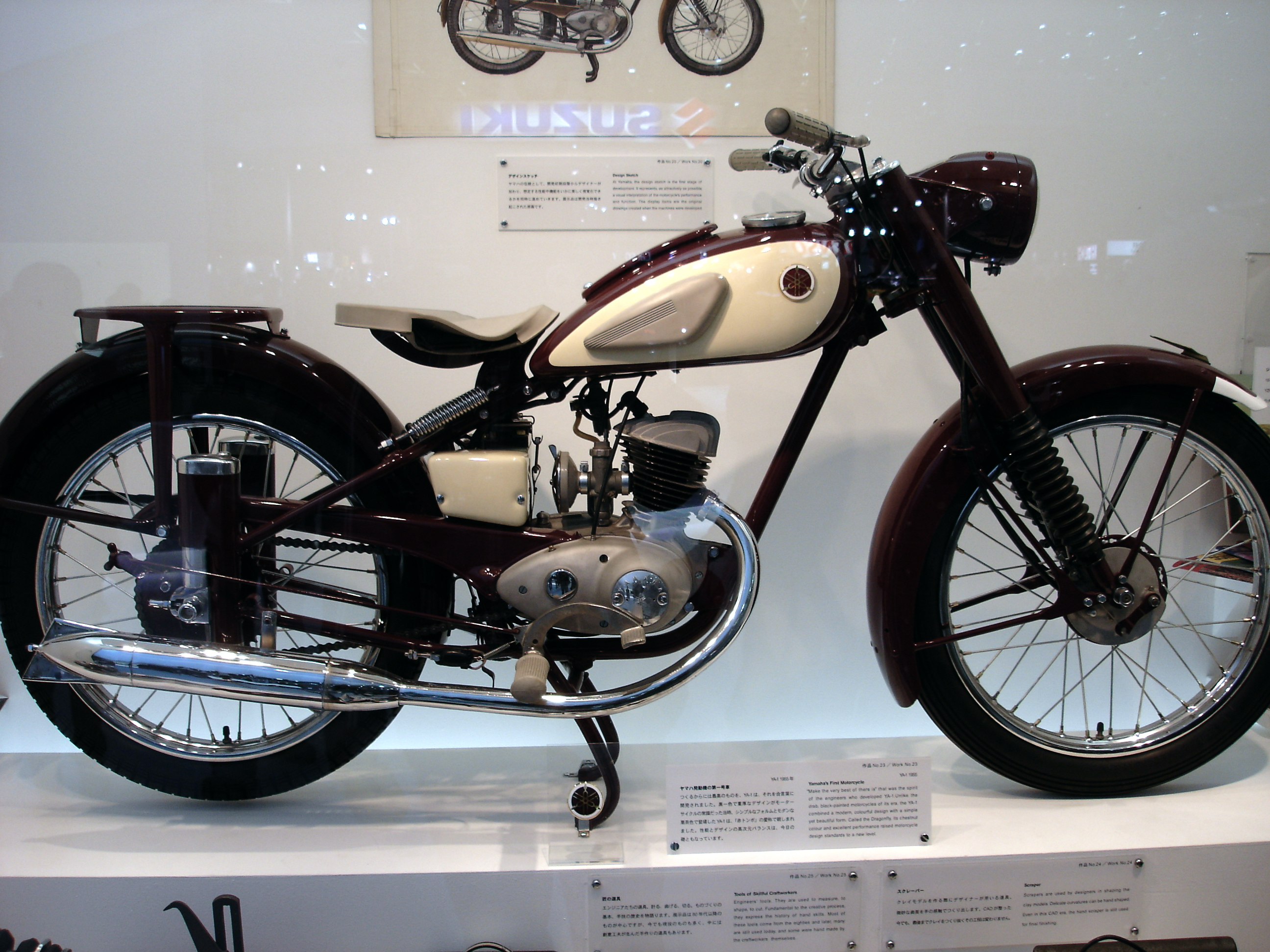
Yamaha YA 1 op de Tokyo Motor Show in 2005

Het was de eerste Japanse motorfiets met een primaire kickstarter, waardoor hij ook met ingeschakelde versnelling gestart kon worden. Volgens Japanse Society of Automotive Engineers hoort de Yamaha YA 1 tot de "240 Landmarks of Japanese Automotive Technology".

## Voorgeschiedenis

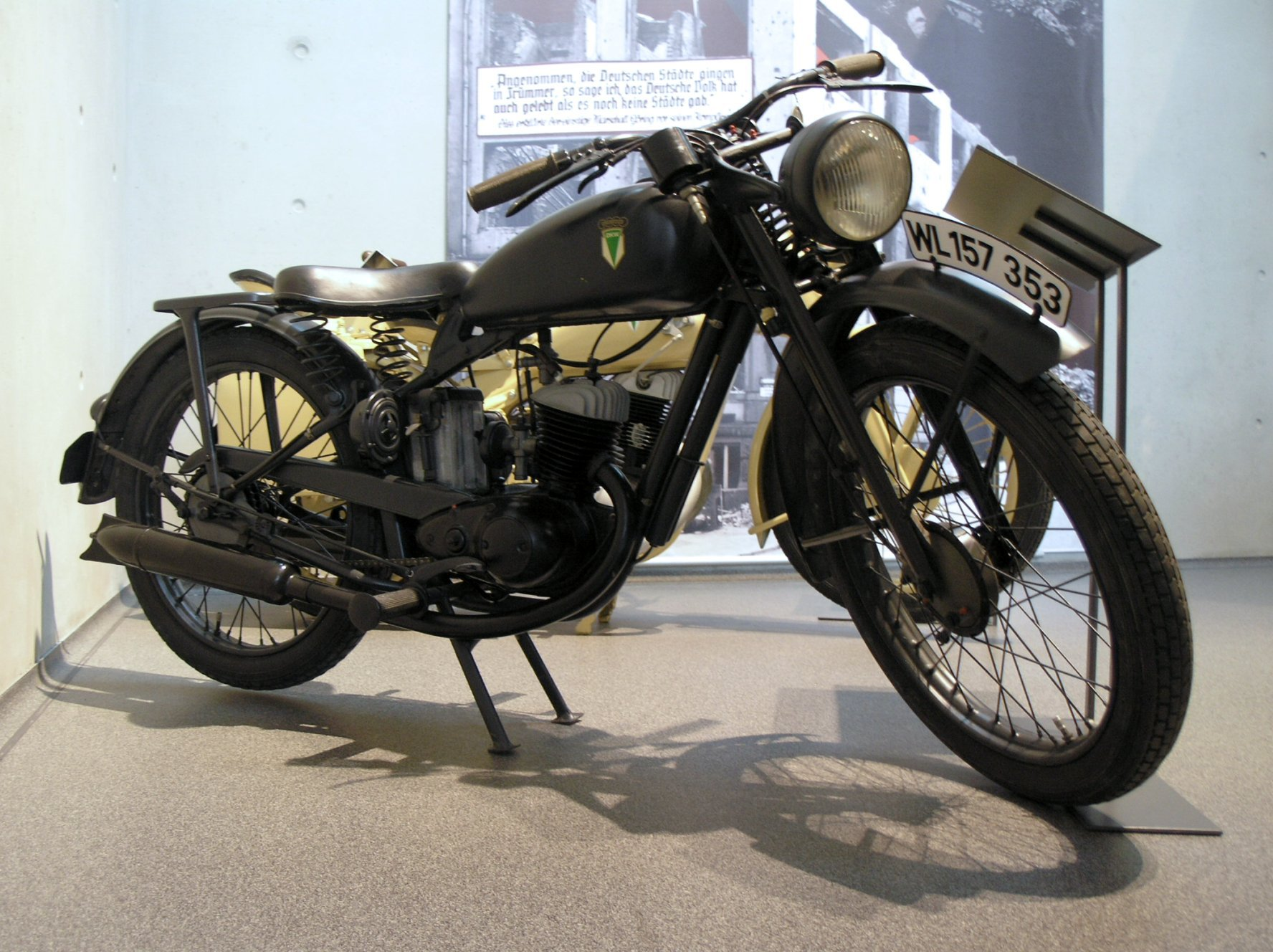
DKW RT 125

Aan het einde van de Tweede Wereldoorlog waren veel fabrieken, vooral van de asmogendheden (Duitsland, Italië en Japan), verwoest. Ook de Nippon Gakki Ltd. (Japanse muziekinstrumenten onderneming) moest haar fabrieken herbouwen. Hoewel het bedrijf al sinds de jaren twintig ervaring had met het maken van houten vliegtuigonderdelen, had men tijdens de Tweede Wereldoorlog werktuigmachines gekregen om brandstoftanks, vleugelonderdelen en propellers voor de Japanse Keizerlijke Marine te maken. Er was bijna op de hele wereld behoefte aan goedkope transportmiddelen, en in de eerste helft van de jaren vijftig groeide de Japanse motorfietsindustrie enorm, van 10.000 gebouwde exemplaren in 1950 tot 750.000 in 1954. Er waren meer dan 100 motormerken. Zoals al vóór de oorlog gebruikelijk was, werd er in Japan bijna niets zelf ontwikkeld. Men kopieerde bestaande Europese motorfietsen, vooral van Britse en Duitse herkomst. Een zeer populair model was de DKW RT 125. Toen de oorlog was afgelopen werden de blauwdrukken van die machine als oorlogsbuit door de geallieerden meegenomen en al snel verscheen de RT 125 onder andere namen op de markt. Zo ontstonden in de DDR de MZ RT 125, in Rusland de Kosmos 125, in het Verenigd Koninkrijk de BSA Bantam, in Polen de Sokól M01 en in de Verenigde Staten de Harley-Davidson Hummer. Ook Nippon Gakki (Yamaha) besloot over te schakelen op de productie van motorfietsen en gebruikte de RT 125 als basis. Men richtte zich in verband met de beperkte productiecapaciteit op klanten die hoge eisen stelden aan kwaliteit.

## De "Rode Libelle"
In januari 1955 begon de productie van de Yamaha YA 1 in de Hamana fabriek in Hamakita (Shizuoka) en in februari werden de eerste machines uitgeleverd aan de dealers. Op 1 juli 1955 werd de Yamaha Motor Co. opgericht, met als directeur Genichi Kawakami. Er waren toen 275 werknemers en men produceerde ongeveer 200 motorfietsen per maand.
In hetzelfde jaar schreef men de YA 1 in voor de grootste motorsportevenementen van Japan. Die werden gehouden op de flanken van vulkanen: de derde Mount Fuji heuvelklim in juli 1955 en de eerste Asama Highlands Race. Yamaha won in beide wedstrijden de 125 cc klasse.
Hoewel de YA 1 gebaseerd was op de DKW RT 125, had men toch enkele wijzigingen aangebracht. Er was nog steeds een 125 cc eencilinder tweetaktmotor ingebouwd, maar men had gekozen voor materialen van hoge kwaliteit en de YA 1 had ook vier in plaats van drie versnellingen.
In 1956 won Yamaha op de vulkaan Asama in twee klassen. De YA 1 stond toen al bekend als betrouwbaar en werd geprezen om zijn kwaliteit. Hij kreeg de bijnaam "Aka-tombo" (Rode Libelle) dankzij de slanke bouw en de kastanjebruine tank.

## Yamaha YB 1 en YC 1
Door het succes van de YA 1 besloot men een tweede model te maken, met een 4 cc grotere motor. Hierdoor kon de motor wat langzamer lopen. De productie van deze YB 1 begon eind 1955. In april 1956 begon de productie van de opvolger van de YA 1, de 175 cc YC 1. De YC 1 was gebaseerd op de DKW RT 175 en was een meer luxe uitvoering met een gedeeltelijk plaatframe en een grote gereedschapskist.

## Primair startsysteem
In de jaren vijftig waren startmotoren op motorfietsen nog zeker geen gemeengoed. Men moest een motorfiets aantrappen met een kickstarter, over het algemeen een pedaal dat op de versnellingsbak gemonteerd was. Omdat men eigenlijk de versnellingsbak aantrapte moest de koppeling gekoppeld zijn om de krukas ook rond te draaien en zo de motor te starten. Dat betekende weer dat de versnellingsbak in de vrijstand moest staan om te voorkomen dat de motorfiets ook in beweging kwam. De Yamaha YA 1/YB 1/YC 1-serie had een systeem waarbij een extra tandwieltje op het secundaire tandwiel van de primaire aandrijving zat. Op de uitgaande versnellingsbakas zat een vrijlooptandwieltje dat zorgde voor de juiste draairichting én de kracht van de kickstarter doorgaf aan de primaire aandrijving, waardoor de krukas ging draaien. De koppeling moest dan juist ontkoppeld worden, maar zo kon de motor wel met ingeschakelde versnelling gestart worden. De trapkracht ging van de kickstarteras naar het loze vrijlopende tandwiel uit de uitgaande as en dan naar het kleine extra tandwieltje op de primaire aandrijving.

## Yamaha Y 125 Moegi concept bike

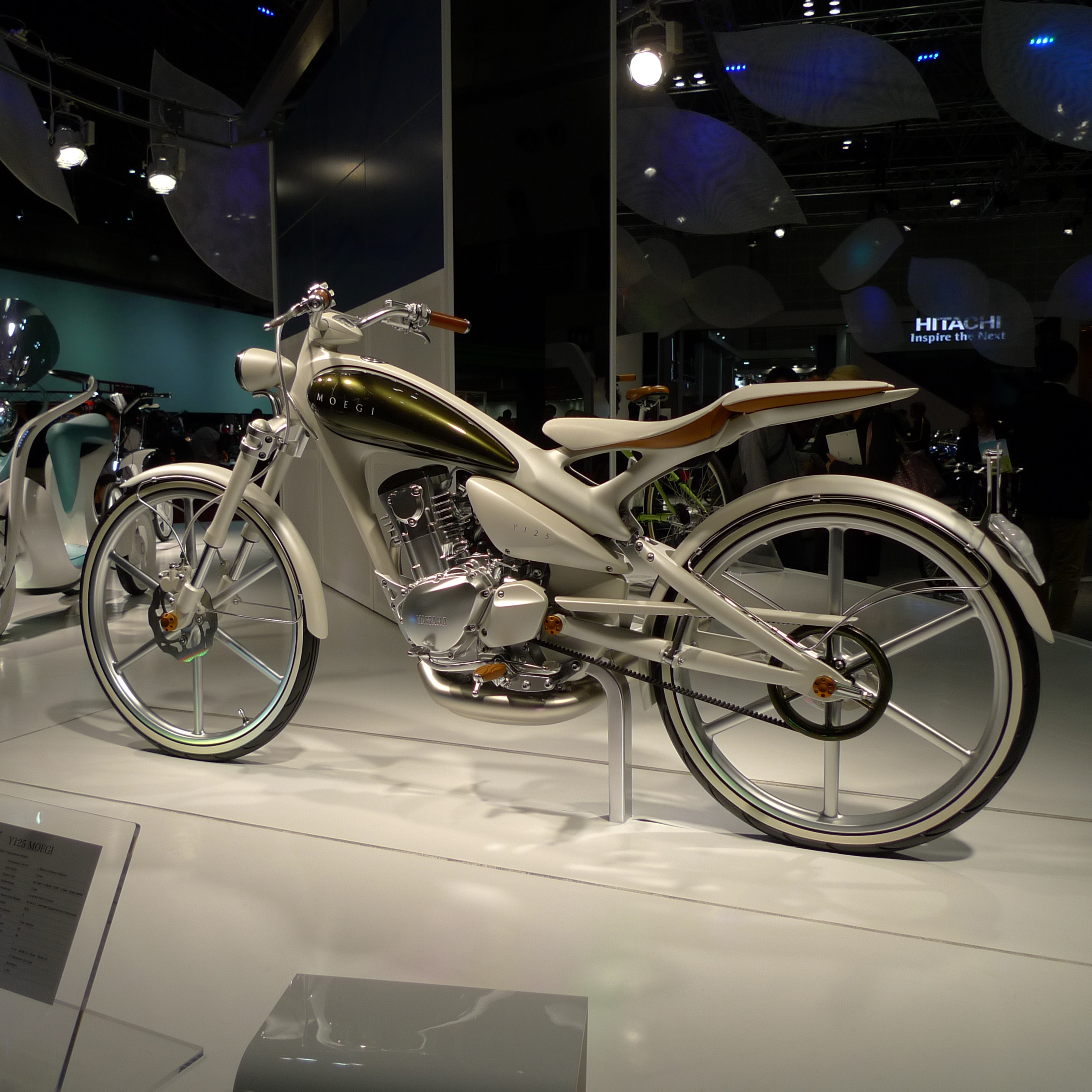
Yamaha Y125 Moegi concept bike op de Tokyo Motor Show van 2011

Op de Tokyo Motor Show van 2011 toonde Yamaha een concept-motorfiets die ontworpen was volgens de lijnen van de YA 1. Deze Y 125 Moegi (lichtgroen) had echter een 125 cc viertaktmotor die was afgeleid van de Yamaha YBR 125 maar die slechts 1 liter benzine op 80 km verbruikte. Het prototype had riemaandrijving en woog slechts 80 kg.

## Technische gegevens
| Yamaha                 | YA 1                          | YB 1                        | YC 1                                     | Y 125 Moegi                          |
| ---------------------- | ----------------------------- | --------------------------- | ---------------------------------------- | ------------------------------------ |
| Periode                | 1955                          | 1955-1956                   | 1956                                     | 2011                                 |
| Categorie              | toermotor                     | toermotor                   | toermotor                                | prototype                            |
| Motortype              | tweetakt                      | tweetakt                    | tweetakt                                 | DOHC viertakt                        |
| Bouwwijze              | dwarsgeplaatste eencilinder   | dwarsgeplaatste eencilinder | dwarsgeplaatste eencilinder              | dwarsgeplaatste eencilinder          |
| Koeling                | lucht                         | lucht                       | lucht                                    | lucht                                |
| Brandstoftoevoer       | zuigergestuurd                | zuigergestuurd              | zuigergestuurd                           | zuigergestuurd met brandstofinjectie |
| Ontsteking             | dynamo                        | dynamo                      | dynamo                                   | elektronisch                         |
| boring                 | 52 mm                         | onbekend                    | onbekend                                 | 54 mm                                |
| slag                   | 58 mm                         | onbekend                    | onbekend                                 | 54 mm                                |
| Cilinderinhoud         | 123,2 cc                      | 127 cc                      | 175 cc                                   | 123,7 cc                             |
| Max. Vermogen          | 5,5 pk (4,0 kW) bij 5.000 tpm | onbekend                    | 10,3 pk (7,6 kW) bij 5.500 tpm           | onbekend                             |
| Versnellingen          | 4                             | 4                           | 4                                        | 5                                    |
| Secundaire aandrijving | ketting                       | ketting                     | ketting                                  | riem                                 |
| frame                  | enkel wiegframe, buisframe    | enkel wiegframe, buisframe  | enkel wiegframe, gedeeltelijk plaatframe | brugframe                            |
| Vering vóór            | telescoopvork                 | telescoopvork               | telescoopvork                            | UPSD                                 |
| Vering achter          | plunjervering                 | plunjervering               | plunjervering                            | monovering                           |
| Rem(men)               | trommelremmen                 | trommelremmen               | trommelremmen                            | schijfremmen                         |
| Droog gewicht in kg    | 94                            | onbekend                    | 118                                      | 80                                   |